# 標津線
標津線（しべつせん）は、日本国有鉄道（国鉄）、および北海道旅客鉄道（JR北海道）が運営していた鉄道路線（地方交通線）である。北海道川上郡標茶町の標茶駅で釧網本線から分岐し、標津郡標津町の根室標津駅に至る本線と同郡中標津町の中標津駅で本線から分岐し、根室市の厚床駅で根室本線に接続する支線から成り立っていた。
国鉄再建法の施行により、1985年（昭和60年）8月に第2次特定地方交通線に指定された。その後、JR北海道へ承継されたが、1989年（平成元年）4月30日に全線廃止となった。

## 路線データ（廃止時）
- 管轄：北海道旅客鉄道（第一種鉄道事業者）
- 路線距離（営業キロ）：全長116.9km
  1. 標茶 - 根室標津 69.4km
  2. 中標津 - 厚床 47.5km（後述の経緯からもとは厚床駅が起点とされていたこともあり、列車運行上は中標津方面行きが下り列車だった。）
- 駅数：19（起終点駅を含む）
- 軌間：1067mm
- 複線区間：なし（全線単線、中標津 - 中標津町西6条付近までは単線並列）
- 電化方式：全線非電化
- 閉塞方式：タブレット閉塞式
交換可能駅：本線5駅（泉川・西春別・計根別・中標津・川北）、支線1駅（別海）
- 簡易委託駅：当幌・上武佐・計根別・川北

## 運行形態
過去には釧路からの急行列車の乗り入れもあった。「年表」を参照。
廃止当時は、普通列車のみの運行であった。標茶 - 根室標津間は本線的扱いを受けており、本数も多かった。
- 標茶 - 中標津間　下り7本、上り6本
- 中標津 - 根室標津間　下り6本、上り7本
- 中標津 - 厚床間　上下4往復

## 歴史
根釧原野の林産資源並びに鉱産資源の開発を目的として建設された鉄道で、改正鉄道敷設法別表に規定される第149号「根室国厚床付近ヨリ標津ヲ経テ北見国斜里ニ至ル鉄道」の一部並びに第150号「根室国中標津ヨリ釧路国標茶ニ至ル鉄道」を原型とする鉄道である。

### 開業に至る経緯
当地には厚床 - 標津間などに北海道庁などによる馬力を動力とした殖民軌道が敷設されていたが、輸送力の限度と馬の維持にかかる経費、運賃の高さが問題になっていた。交通の不便さから開拓地を放棄せざるを得ないものも現れ、深刻の度を増していた。
こうした状況から、1910年（明治43年）には網走・斜里・弟子屈・虹別・中標津・根室を結ぶ根網鉄道敷設の請願が行われ、1920年（大正9年）に根室本線が厚床駅、翌1921年（大正10年）に根室駅まで全通すると、根室原野の地域住民の間では鉄道建設の要望・運動は一段と高まりを見せた。
そのような中で1922年（大正11年）4月に先述の改正鉄道敷設法が公布され、予定線として住民の要望が拾われる形となったが、建設は予算の関係で毎年見送りとなっていたため、再び地元住民による猛運動が行われ、1925年（大正14年）の鉄道敷設法一部改正により別表第149号のうちの厚床 - 標津間が「厚床ヨリ標津ニ至ル線、標津線」として定義され、1929年（昭和4年）5月には北海道鉄道建設事務所の所管となって着工に向けた測量が厚床から開始された。

### 標津線（初代）の建設
厚床 - 標津間のルートは当初、厚床から奥行臼、浜別海、尾岱沼を経由して標津へ向かうルート（通称「海岸線」）が予定されていたが、比較測量として、厚床から根室原野を縦断し、中標津経由で標津へ向かうルート（通称「原野線」）の測量が始まると、双方の経由地の住民の間で誘致合戦が発生し、立憲政友会（原野線支持）と立憲民政党（海岸線支持）の政治対立に発展したが、最終的なルートは1931年（昭和6年）12月の第1工区（厚床 - 奥行臼）着工時に「原野線」に決定した。
工事は続いて翌1932年（昭和7年）9月に第2・3工区（奥行臼 - 西別〔→別海〕 - 中標津）を着工し、1933年（昭和8年）に第1・2工区（厚床 - 西別）が完成、翌1934年（昭和9年）4月に西別以遠の第3工区が開業して中標津に到達した。

### 標茶線（計根別線）の建設
一方で、別表第150号にあたる標茶 - 中標津間の鉄道については、1934年（昭和9年）5月には標茶線（しべちゃせん）として着工した。なお、この区間は釧路臨港鉄道で専務を務めていた小松篤之助と地元住民による私鉄、標津殖民鉄道株式会社による敷設が計画され、1927年（昭和2年）12月には熊牛村（現：標茶町）と標津村間の鉄道免許状が下付されたが、測量の結果工事費が嵩み、私企業では採算が取れないこと、昭和恐慌などの事情から具体化できず、1933年（昭和8年）12月に指定の期日までに工事施工認可を受けなかったことから免許が失効し、私鉄としての建設には至らなかった。
標茶線は1936年（昭和11年）10月に第1 - 3工区（標茶 - 菱川〔開業時は駅設置されず後年泉川駅として設置〕 - 西春別 - 計根別）が計根別線（けねべつせん）の名称で開業した。

### 標茶線（計根別線）と標津線の統合・全通
1936年（昭和11年）6月には標津線第4工区（中標津 - 根室標津）と標茶線（計根別線）第4工区（計根別 - 中標津）が同時に着工した。この建設にあたっては標津村（当時）の開陽・武佐の住民が開陽・武佐・川北を経由するよう請願しているが、これについては概ね受け入れられる形で建設されている。
この2区間（計根別 - 中標津 - 根室標津）は1937年（昭和12年）10月に合わせて開通することとなったが、これに際し、計根別線は名称を標津線（2代）に変更し、標津線（初代）はその支線として標津線（2代、旧計根別線）に統合されることとなり、標茶駅 - 中標津駅 - 根室標津駅間の本線と中標津駅 - 厚床駅間の支線からなる路線となった。

### 開業後の経過
分岐駅の中標津周辺の発展と日本海軍標津第一航空基地（中標津飛行場）・標津第二航空基地（川北飛行場）、日本陸軍計根別飛行場の建設と観光ブームによって注目を浴びた時期もある。
しかし標津町や根室市の求心力低下、釧路市への所要時間などの諸問題により、利用客と貨物取扱高が1965年頃をピークに減少をはじめた。
道路の整備に伴い、沿線にもモータリゼーションが進み旅客営業も低迷した。既に1950年代には、閑散線区対策として開発されたレールバスであるキハ03形が投入されている。1968年には赤字83線に選定され、廃止論議が持ち上がった（当時の営業係数は219）。一時は廃止を免れたものの、1970年には営業係数が405に悪化するなど年々赤字が増えていった。いくつかの駅を直営駅から業務委託駅に転じさせ、経費の圧縮を試みたが焼け石に水であった。
1980年に国鉄再建法が成立すると、第2次特定地方交通線に指定されたが、冬季の代替輸送に問題があるとして他の3線（天北線、池北線、名寄本線）とともに一時、廃止承認が留保された。しかし、結局1985年に問題がなくなったとして追加廃止承認された。
国鉄分割民営化後も2年ほど旅客営業を継続したものの、1989年4月30日に全線廃止となり、バス路線に転換された（沿線自治体は第三セクターによる鉄路維持を検討していたが、この場合は運営基金が7年で枯渇するという試算がありバス転換に同意したもの）。

### 年表
（先史）
- 1925年（大正14年） - 1927年（昭和2年）: 厚床より中標津を経て標津に至る殖民軌道根室線が順次開通。
- 1927年（昭和2年）: 中標津から計根別まで殖民軌道計根別線が開通。
- 1927年（昭和2年）12月5日 : 標津殖民鉄道に対し鉄道免許状下付（川上郡熊牛村 - 標津郡標津村間）[9]
- 1929年（昭和4年）: 殖民軌道根室線動力化
- 1930年（昭和5年）: 標茶から計根別まで殖民軌道標茶線が開通。
- 1933年（昭和8年）12月12日 : 標津殖民鉄道に対する鉄道免許失効[10]。

（本史）
- 1933年（昭和8年）12月1日 : 厚床 - 西別間 (23.8km) が標津線（初代）として開業[15][16]。奥行臼・西別の各駅を新設[2]。
- 1934年（昭和9年）10月1日 : 西別 - 中標津間 (23.7km) が延伸開業[17]。春別・中標津の各駅を新設[2]。
- 1936年（昭和11年）10月29日 : 標茶 - 計根別間 (31.9km) が計根別線として開業[11]。西春別・計根別の各駅を新設[12][2]。殖民軌道標茶線廃止。
- 1937年（昭和12年）10月30日 : 計根別 - 根室標津間 (37.5km) 延伸に伴い、次のように変更[13][14]。併せて殖民軌道計根別線廃止。
  - 延伸区間に当幌・上武佐・川北・根室標津の各駅を新設。
  - 計根別線を標津線（2代）とする。
  - 標津線（初代）を標津線（2代）の支線として編入し、起点を厚床駅から中標津駅に変更。所属線は計根別線が所属していた釧網線の部とする。
- 1933年（昭和8年） - 1938年（昭和13年）: 殖民軌道根室線の標津線並行各区間順次廃止。
- 1944年（昭和19年）5月1日 : 東標津信号場・泉川仮信号場を新設[2]。
- 1945年（昭和20年）11月2日 : 東標津信号場を廃止[2]。
- 1952年（昭和27年）3月25日 : 泉川仮信号場を泉川駅に変更[2]。
- 1957年（昭和32年）12月25日 : 協和駅を新設[2]。
- 1958年（昭和33年）4月1日：標津線の管理を釧路鉄道管理局内に新設の「標津線管理所」に移管[18]。
  - 標津線の経営改善のため、標津線全線を一つの経営単位として一部権限を釧路鉄道管理局から移管し、自主的な運営を実施することにしたもの[18]。
- 1961年（昭和36年）
  - 4月10日 : 多和仮乗降場を新設[2]。
  - 10月1日 : 開栄・平糸の各仮乗降場を新設[2]。
- 1962年（昭和37年）5月1日 : 光進仮乗降場を新設[2]。根室標津 - 釧路間に準急「らうす」新設（単行2往復、うち1往復は中標津 - 根室標津間は普通列車）[19]。
- 1963年（昭和38年）
  - 4月1日：前日付で「標津線管理所」を廃止し、標津線の経営管理を釧網本線を含めた新組織「釧網線管理所」に移管[18]。
  - 7月1日 : 上春別駅を新設[2]。
- 1965年（昭和40年）10月1日：準急「らうす」を2両編成化[19]。
- 1966年（昭和41年）3月5日 : 準急「らうす」1往復を急行「くなしり」に変更[19]。
- 1967年（昭和42年）4月1日 : 光進・平糸の各仮乗降場を駅に格上げ[2]。
- 1968年（昭和43年）10月1日 : 準急「らうす」・「くなしり」を急行「しれとこ」に統合[19]。根室標津発着列車は下り3本・上り2本。下り1号は根室標津 - 標茶、その他は根室標津 - 中標津間普通列車[19]。以下「しれとこ」は、標津線内を通る列車に限って記述、上り・下りは釧網本線での向きによる。
- 1969年（昭和44年）2月1日：同日付で「釧網線管理所」を廃止[18]。
- 1972年（昭和47年）2月1日：急行「しれとこ」を下り2本・上り1本に減便。下り1号を中標津発に短縮（中標津 - 標茶間は普通列車）[19]。
- 1975年（昭和50年）4月24日 : 蒸気機関車の運転を廃止[20]。
- 1976年（昭和51年）12月1日 : 西別駅を別海駅に改称[2]。
- 1980年（昭和55年）4月30日 : 中標津 - 根室標津間の貨物営業を廃止[21][22]。
- 1980年（昭和55年）10月1日 : 急行「しれとこ」2往復になりすべて根室標津 - 釧路間の運転とし、標津線内の急行区間を普通列車化[19]。
- 1981年（昭和56年）10月1日 : 急行「しれとこ」2往復[19]。
- 1984年（昭和59年）2月1日 : 標茶 - 中標津 - 厚床間の貨物営業を廃止し、標津線の貨物営業を全廃[23][22]。急行「しれとこ」下り1本・上り2本となる[19]。
- 1985年（昭和60年）8月2日 : 第2次特定地方交通線として廃止承認。
- 1986年（昭和61年）11月1日 : 急行「しれとこ」が全区間廃止[19]。
- 1987年（昭和62年）4月1日 : 国鉄分割民営化に伴い、北海道旅客鉄道が承継。
- 1989年（平成元年）4月30日 : 全線 (116.9km) を廃止し[2]、バス路線に転換（標茶 - 標津：阿寒バス、厚床 - 中標津：根室交通）[3][4]。

### 事件・事故
- 1945年（昭和20年）7月14日、上り40列車（厚床行き）がアメリカ軍の機銃掃射を受けて破壊される。乗員1名死亡、1名負傷。乗客に死傷者はなし[24]。
- 1956年（昭和31年）3月5日、上り32列車（標茶行き）が脱線・転覆。客車2両・貨車2両が横転し、24名の負傷者が発生した。

## 駅一覧及び接続路線
- 全駅北海道に所在。
- 多和駅・開栄駅のキロ数は実キロ（旧仮乗降場であり、営業キロ設定のないまま廃止された）。

| 駅名         | 駅間 キロ | 営業 キロ | 接続路線                                                                                 | 所在地         |
| ------------ | --------- | --------- | ---------------------------------------------------------------------------------------- | -------------- |
| 標茶駅       | -         | 0.0       | 北海道旅客鉄道：釧網本線 殖民軌道知安別線（1942年まで） 標茶町営軌道標茶線（1967年まで） | 川上郡標茶町   |
| 多和駅       | 2.7       | (2.7)     |                                                                                          | 川上郡標茶町   |
| 泉川駅       | 10.0      | 12.7      |                                                                                          | 野付郡別海町   |
| 光進駅       | 4.6       | 17.3      |                                                                                          | 野付郡別海町   |
| 西春別駅     | 5.2       | 22.5      | 殖民軌道虹別線（1949年まで） 殖民軌道西別線（1952年まで）                                | 野付郡別海町   |
| 上春別駅     | 5.2       | 27.7      |                                                                                          | 野付郡別海町   |
| 計根別駅     | 4.2       | 31.9      | 殖民軌道養老牛線（1961年まで）                                                           | 標津郡中標津町 |
| 開栄駅       | 4.2       | (36.1)    |                                                                                          | 標津郡中標津町 |
| 当幌駅       | 4.6       | 40.7      |                                                                                          | 標津郡中標津町 |
| 中標津駅     | 6.4       | 47.1      | 北海道旅客鉄道：標津線（厚床方面） 殖民軌道根室線（1943年まで）                          | 標津郡中標津町 |
| 東標津信号場 | -         | (52.6)    |                                                                                          | 標津郡中標津町 |
| 上武佐駅     | 8.1       | 55.2      | 殖民軌道根室線（1954年まで）                                                             | 標津郡中標津町 |
| 川北駅       | 4.9       | 60.1      | 殖民軌道忠類線（1955年まで）                                                             | 標津郡標津町   |
| 根室標津駅   | 9.3       | 69.4      |                                                                                          | 標津郡標津町   |

### 支線
| 駅名     | 駅間 キロ | 営業 キロ | 接続路線                                              | 所在地         |
| -------- | --------- | --------- | ----------------------------------------------------- | -------------- |
| 中標津駅 | -         | 0.0       | 北海道旅客鉄道：標津線（標茶・根室標津方面）          | 標津郡中標津町 |
| 協和駅   | 5.4       | 5.4       |                                                       | 標津郡中標津町 |
| 春別駅   | 6.7       | 12.1      | 殖民軌道春別線（1949年まで）                          | 野付郡別海町   |
| 平糸駅   | 6.1       | 18.2      |                                                       | 野付郡別海町   |
| 別海駅   | 5.5       | 23.7      | 殖民軌道西別線（1956年まで）                          | 野付郡別海町   |
| 奥行臼駅 | 12.3      | 36.0      | 別海村営軌道風蓮線（1971年まで）                      | 野付郡別海町   |
| 厚床駅   | 11.5      | 47.5      | 北海道旅客鉄道：根室本線 殖民軌道風蓮線（1963年まで） | 根室市         |

## 代替バス

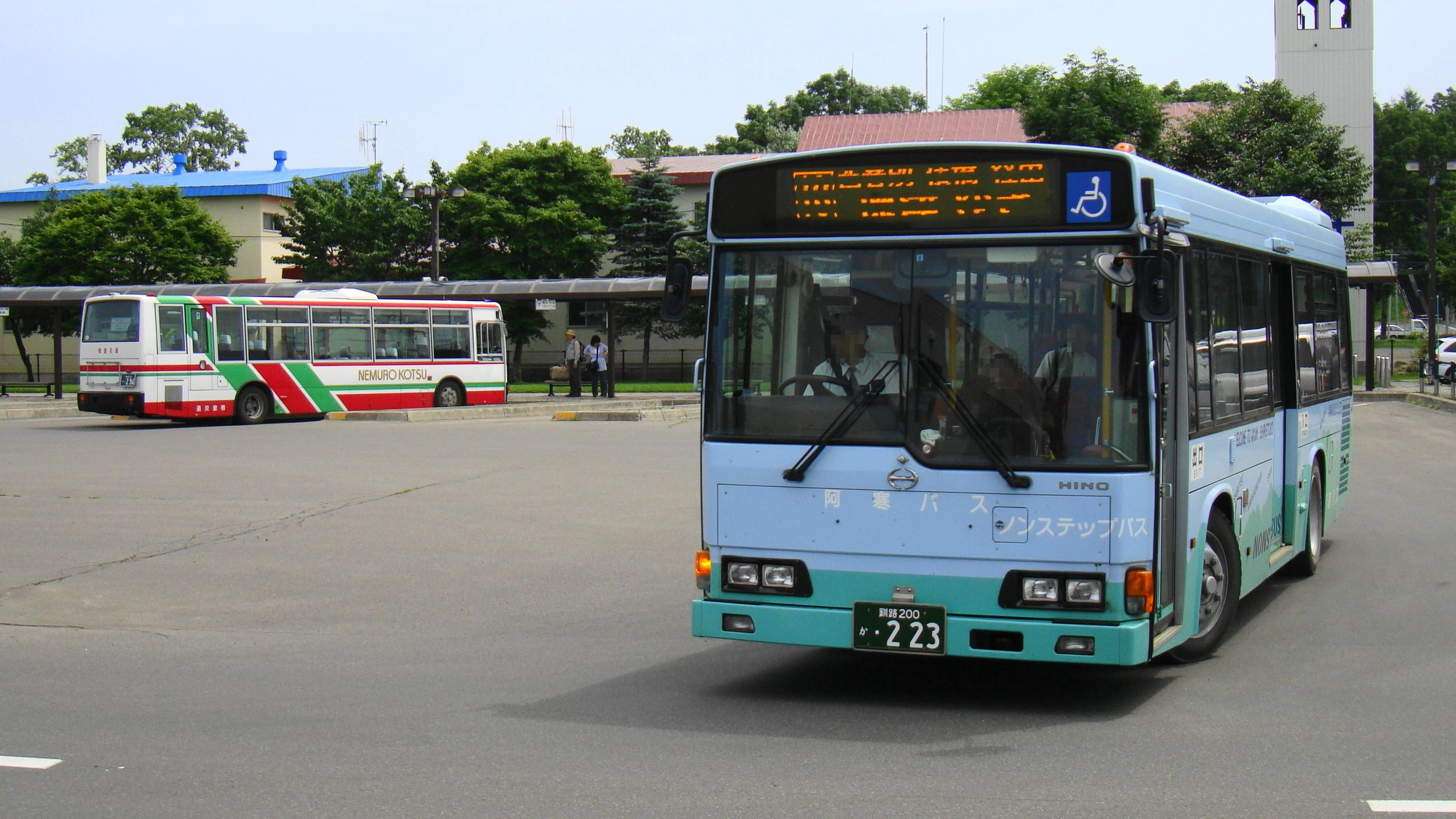
標茶発標津行（右）と中標津発厚床行（左奥） 中標津バスターミナルにて

旧沿線自治体（根室市、別海町、中標津町、標津町、標茶町）とバス事業者で「標津線代替輸送連絡調整協議会」が組織されている。
- 標茶駅前 - 西春別 - 農高前 - 計根別 - 中標津バスターミナル - 標津バスターミナル間　阿寒バス。2020年6月現在、上下4往復（土曜日曜祝日3往復）[26]
  - 平日は西春別 - 標津バスターミナル間、農高前 - 標津バスターミナル間の区間便各1往復あり。
  - 阿寒バスの標津標茶線のうち西春別 - 標茶間は2025年3月31日をもって廃止[25][27]。
- 中標津バスターミナル - 厚床駅前間　根室交通。2019年10月現在、上下5往復（休日2往復）[28]
  - 中標津 - 厚床間には根室交通の中標津空港連絡バス（中標津空港 - 中標津バスターミナル - 厚床駅 - 根室駅 - 有磯営業所）も並行している。
  - 根室交通の中標津線（中標津 - 厚床間）のうち別海 - 厚床間は2023年9月末で廃止された[25]。

## 並行道路
- 北海道道13号中標津標茶線
  - 北海道標津郡中標津町大通北1丁目（＝北海道道69号中標津空港線・北海道道774号川北中標津線交点） - 北海道川上郡標茶町富士2丁目（＝北海道道14号厚岸標茶線交点）間

## その他

### 映画に登場した標津線
『遙かなる山の呼び声』
主演の高倉健が演ずる田島耕作が殺害した罪で警察から逃れている（倍賞千恵子演じる風見家に酪農の作業員として居候している合間に）時に、田島の兄（鈴木瑞穂）に会う場面があるが、それが当時の上武佐駅である。先に到着した兄が駅前で、家の前を箒ではいていた地元の人に「あのぅ。この駅前に食事ができるところがありませんか」と尋ねるシーンがある（結局店は無く、駅舎内で弟と話をする）。
『家族』
長崎県の伊王島から北海道の中標津まで旅をする一家の姿を、ドキュメンタリー風に撮った異色作。大阪万博の華やかさと貧しい家族の対比、旅の疲れから東京で子どもが亡くなり、壮絶な旅の果てに中標津駅に辿り付く。中標津に到着した翌日には父も亡くなる。映画では1970年4月となっているが、当時標津線旅客列車はすでに気動車化されており、劇中のような客車列車は実際には運行されていなかった。
以上はいずれも、山田洋次監督作品である。
『仔鹿物語』
主人公の少年の父が、標津線をモデルとした架空の鉄道路線「標茶線」の運転士という設定である。走行シーンのロケーションは釧網本線である。澤田幸弘監督作品である。